# مولوالا
مولوالا (به انگلیسی: Mulwala) یک شهرک در استرالیا است که در نیو ساوت ولز واقع شده‌است.